# Котра
Котра (литв. Katra; блр. Котра; рус. Котра) литванско-белоруска је река и десна притока реке Њемен (део басена Балтичког мора).
Извире у Алитуском округу на југу Литваније и неких 22 km после извора спаја се са реком Улом, протиче преко Гродњенске области Белорусије и улива се у реку Њемен као десна притока југоисточно од града Гродна. Након неколико километара тока река Ула се поново одваја од јединственог водотока и формира посебан ток, односно долази до појаве бифуркације (када један водоток шаље воду у два слива)-
Укупна дужина тока од извора до ушћа је 140 km, сливно подручје има површину од 2.060 km², а просечан годишњи проток у зони ушћа је око 12,8 m³/s.
Ширина реке је до 20 метара. Приобална наплавна равница се пружа дуж обе обале готово целом дужином тока, ширине је од 300 до 500 м, у средњем делу тока изразито замочварена. У доњем делу тока карактеришу је бројни меандри. Под ледом је од средине децембра до средине марта, након чега анстаје период највишег водостаја.
Дуж реке изграђени су бројни мелоративни канали.